# Hygrobiella myriocarpa
Hygrobiella myriocarpa là một loài rêu trong họ Cephaloziaceae. Loài này được Carrington Spruce mô tả khoa học đầu tiên năm 1882.